# Yendi (entreprise)
Pour les articles homonymes, voir Yendi.
Y. Yendi, abrégé Yendi, est une entreprise de prêt-à-porter féminin créée en 1976 par Noël Wicht et son épouse Patricia à Bulle, en Suisse. L'entreprise disparaît en 2017.

## Description
Noël et Patricia Wicht ouvrent leur première boutique à Bulle en 1976.
Durant le milieu des années 90, Yendi connait un nouvel essor en Suisse romande, qui lui permet de développer son activité en Suisse alémanique[réf. souhaitée].
En Suisse, Yendi passe de 13 boutiques en 2000 à 110 boutiques en 2016. L'entreprise est également présente en France entre 2002 et 2009 avec sept boutiques et un centre logistique. En août 2009, Yendi inaugure un nouveau centre logistique de 80 000 m3 au bord de l'autoroute A12, à Bulle.
En septembre 2005, Yendi compte 51 boutiques en Suisse dont 2 en Suisse italienne, 15 en Suisse alémanique et 34 en Suisse romande.[réf. souhaitée]
Au 1er avril 2016, les fondateurs vendent l'entier des actions de la société à deux membres de sa direction: Jean-Marc Nicolet et Jean-Baptiste Deillon. À cette même période, il existe 110 boutiques Yendi dans toute la Suisse.
En avril 2017, la chaîne de magasins demande l’ouverture d’une procédure de faillite. Le vendredi 28 avril 2017, Yendi est officiellement en faillite et laisse 500 personnes sans travail. L'office des faillites du canton de Fribourg met donc en vente environ 110 000 vêtements, un million de cintres et d'antivols, des dizaines de camions et des panneaux solaires que l'entreprise possédait encore.